# Bob Lane
Robert „Bob“ Lane (* 29. November 1927 in Winnipeg; † 13. Januar 2025 ebenda) war ein kanadischer Politiker.
Bob Lane war von Beruf leitender Mitarbeiter einer Versicherung und Mitglied der Progressiv-konservativen Partei. Er wurde 1979 ins Unterhaus gewählt und repräsentierte dort den in Manitoba gelegenen Wahlkreis Winnipeg-St. James. In der nächsten Wahl 1980 unterlag er Cyril Keeper.